# Titta vi flyger
Titta vi flyger (amerikansk originaltitel: Airplane!) är en amerikansk komedifilm från 1980. Den är en parodi på katastroffilmer, i synnerhet En sekund från döden från 1957.
I Australien och Nya Zeeland är filmen också känd under den alternativa engelska titeln Flying High.

## Handling
Ted blir den ende tillgänglige som kan flyga ett plan när besättningen drabbas av matförgiftning. Fördelen är att han är pilot. Nackdelen är att han är flygrädd sedan "Kriget". Hans ex-flickvän, flygvärdinnan Elaine, är också ombord.

## Om filmen
- Titta vi flyger regisserades av Jim Abrahams, David Zucker och Jerry Zucker, vilka även skrivit filmens manus.
- Titta vi flyger (och uppföljaren Nu flyger vi ännu högre (Airplane II: The sequel) (1982) är några av de tidigaste filmerna av samma komedisort som Den nakna pistolen – spoof.
- Filmen parodierar i första hand filmen En sekund från döden (Zero Hour) från 1957, men använder många och tydliga klichéer från senare katastroffilmer som Airport – flygplatsen från 1970 och dess uppföljare, exempelvis Airport 75.

## Rollista (urval)
- Robert Hays – Ted Striker
- Julie Hagerty – Elaine
- Leslie Nielsen – Dr. Rumack
- Peter Graves – kapten Oveur
- Lloyd Bridges – McCroskey
- Robert Stack – Rex Kramer
- Lorna Patterson – Randy
- Stephen Stucker – Johnny
- Jonathan Banks – Gunderson
- Kareem Abdul-Jabbar – Roger Murdock
- Maureen McGovern – nunna
- Ethel Merman – löjtnant Hurwitz

### Fotnoter
1. ↑  ”Airplane!” (på engelska). Box Office Mojo. 27 juni 1980. http://www.boxofficemojo.com/movies/?id=airplane.htm. Läst 21 september 2016.